# Collegium Nobilium (Warschau)

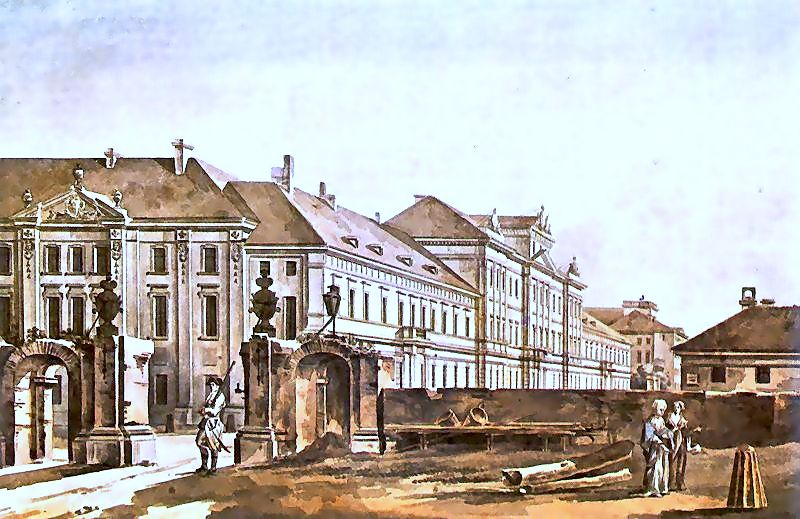
Das Collegium Nobilium nach den 1786er Umbauten durch Stanisław Zawadzki auf einem Aquarell von Zygmunt Vogel. Im Vordergrund links die barock gestaltete Fassade des Humański-Palastes

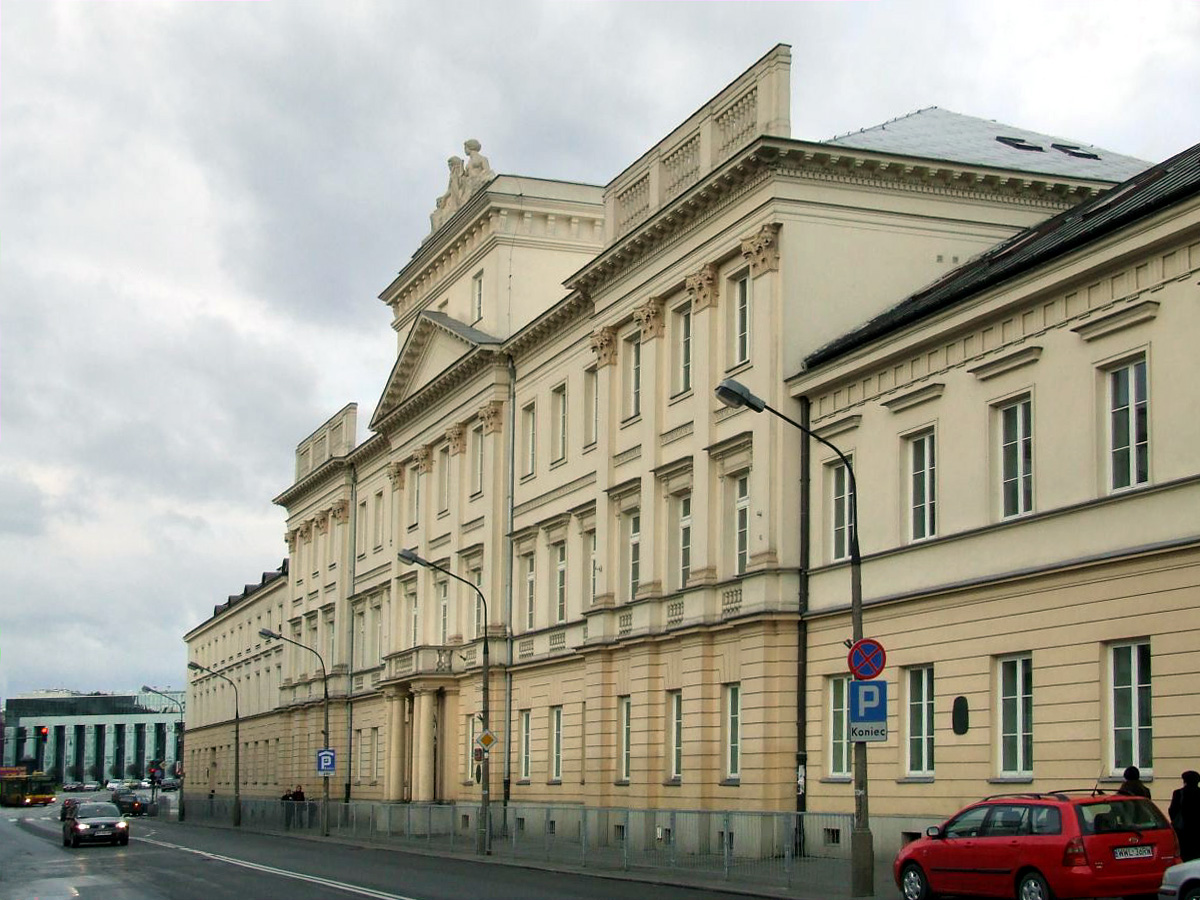
Die heute klassizistische Fassade an der Miodowa, im Hintergrund ist das moderne Gebäude des Warschauer Appellationsgerichtes erkennbar

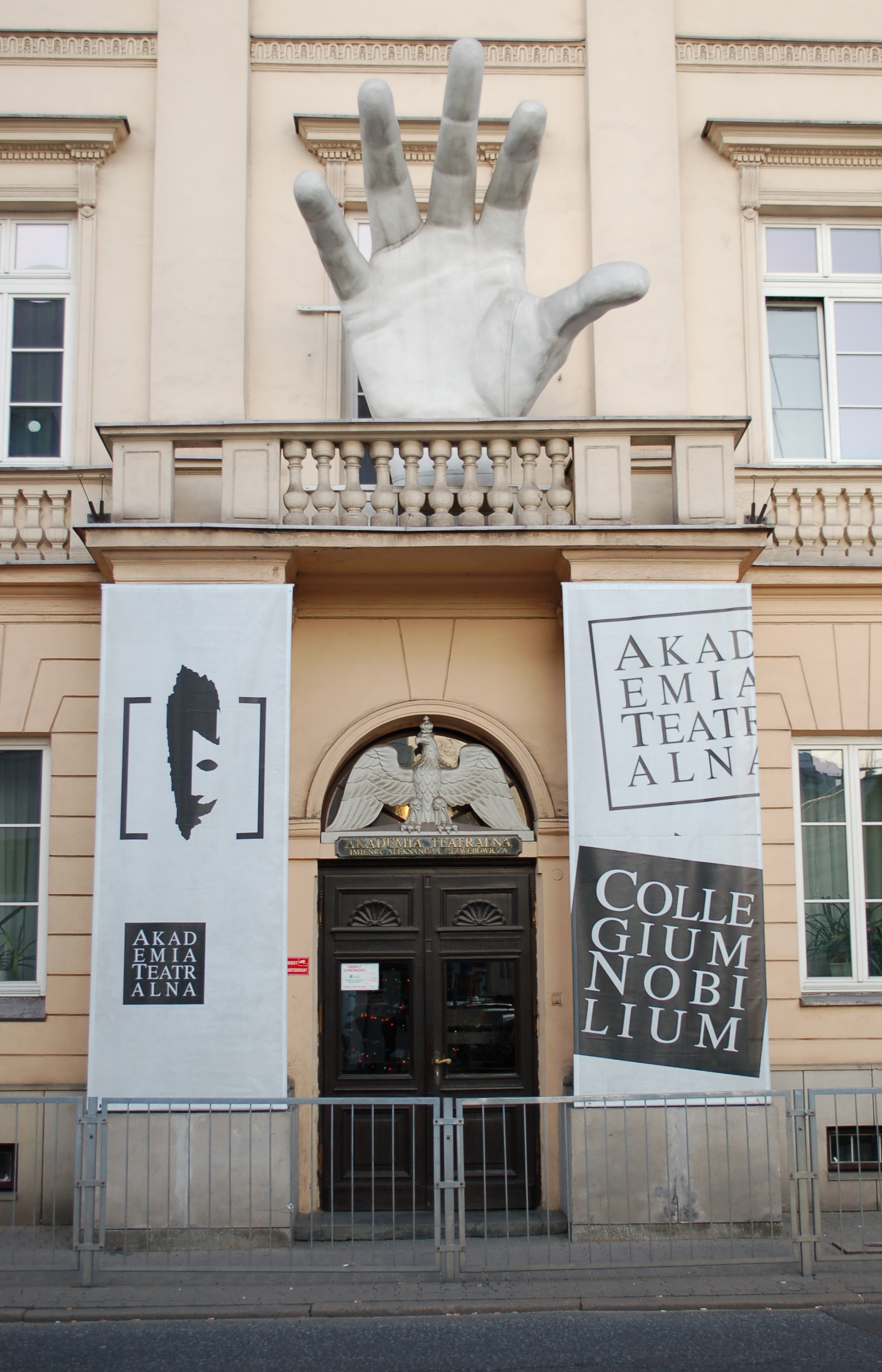
Eingang zur Theaterakademie im Jahr 2011

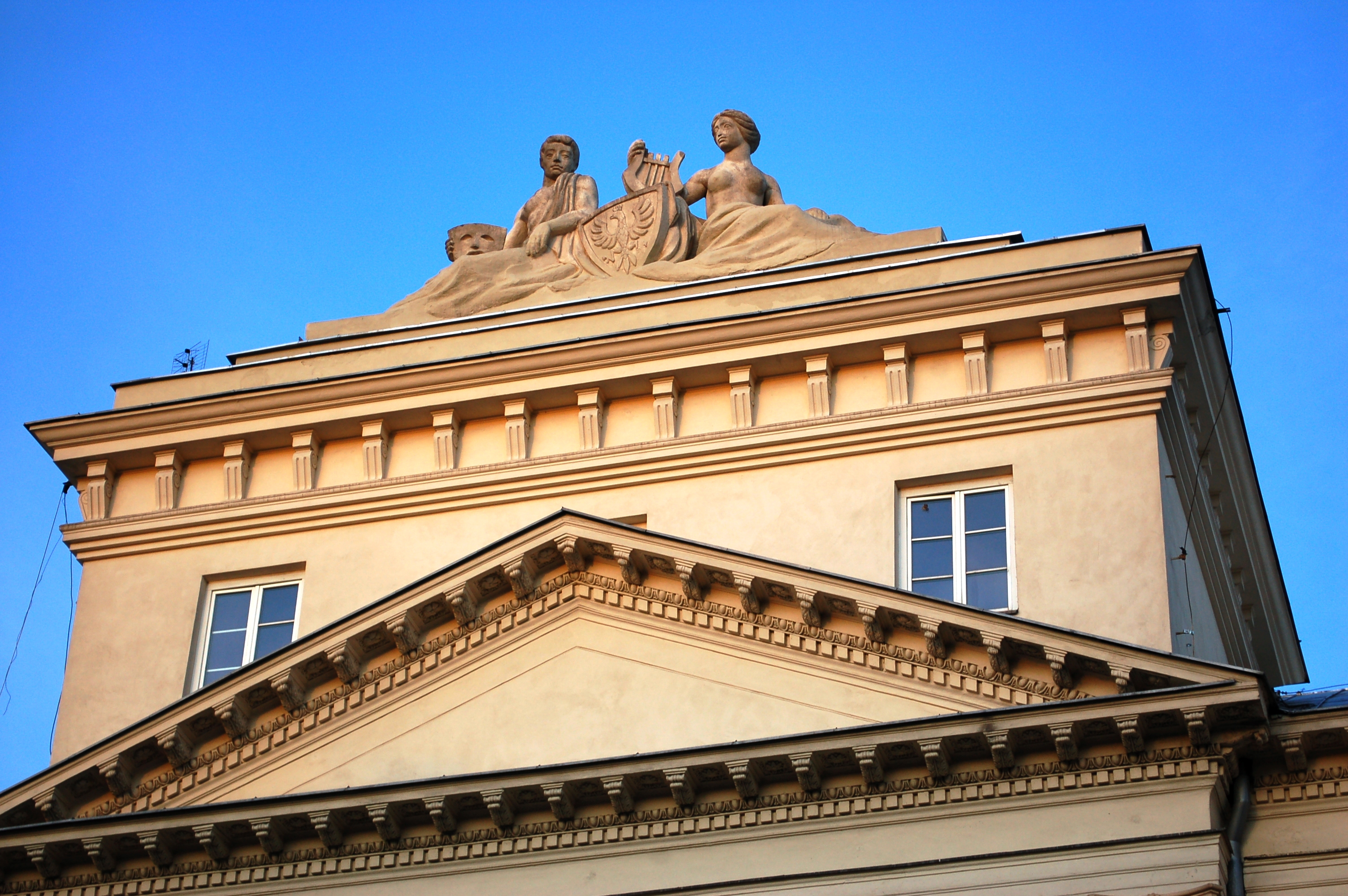
Das vierte Geschoss oberhalb des Mittelrisalits mit krönender Figurenkartusche

Das Gebäude mit dem Namen Collegium Nobilium ist ein palastanmutender Baukomplex in der Ulica Miodowa 22/24 im Warschauer Innenstadtdistrikt. Es beherbergte in den Jahren 1754 bis 1806 eine Internatsschule der Piaristen – einen Vorläufer der Warschauer Universität. Die als Collegium Nobilium bezeichnete Schule leistete einen wesentlichen Beitrag zur Aufklärung in Polen; aus ihr sind viele bedeutende Persönlichkeiten der Zeit hervorgegangen. Heute befindet sich in dem ehemaligen Schulgebäude die Aleksander-Zelwerowicz-Theaterakademie.

## Geschichte
Die Ritterakademie, auf die die Söhne von Magnaten und wohlhabender Adeliger Polens geschickt wurden, wurde als ein Konvikt der Piaristen betrieben. Stanisław Konarski war der Initiator zur Errichtung dieser Schule, die zunächst – ab 1740 – im Humański-Palast an der Ulica Długa unter der Bezeichnung Collegium Novum geführt wurde; ab Herbst 1741 erhielt sie ihren neuen Namen. Im ersten Schuljahr hatte Konarski nur einen Schüler, doch bereits im Jahr 1742 unterrichtete er zwanzig Jungen.

### Neubau
Von 1743 bis 1754 wurde ein großzügiges Schul- und Internatsgebäude nach einem Entwurf von Giacomo Fontana gebaut. 1743 erfolgte die Grundsteinlegung in Anwesenheit vieler Beamten und Senatoren der Krone. Die Finanzierung des Baues verursachte in der Anfangsphase Probleme. Erst nachdem Konarski 1744 eine Broschüre in polnischer und französischer Sprache mit einem Aufruf zu Spenden veröffentlicht hatte, kam es zu Zuwendungen von Magnaten in einer Höhe, die den Weiterbau ermöglichten. Zu den großzügigsten Spendern gehörten der Marschall Franciszek Bieliński, der Hetman Jan Klemens Branicki, Izabela Lubomirska, Zofia Krasińska-Tarłowa (die Ehefrau des Wojewoden von Lublin), der Wojewode von Sandomierz, Jan Tarło sowie der Kardinal Jan Lipski.
Das Gebäude entstand auf einem langgestreckten, rechteckigen Grundriss entlang der Miodowa. Es reichte von dem an der Długa gelegenen, vormals als Schulgebäude genutzten Humański-Palast bis zu Gebäudeteilen der ukrainisch-griechisch-katholischen Klosteranlage des Ordens der Basilianer des Heiligen Josaphat (poln.: Cerkiew i monaster Zaśnięcia Najświętszej Marii Panny). Damit lag die Schule schräg hinter der ebenfalls an der Długa liegenden (heutigen) Feldkathedrale der polnischen Armee.
Ein mittig gelegenes, dreigeschossiges Kerngebäude wird von zwei zweigeschossigen Flügeln eingerahmt. Das Kerngebäude verfügt über einen gewaltigen, über seinem Dreiecksgiebel mit einem vierten Geschoss ausgestatteten Mittelrisalit sowie zwei Seitenrisalite. Die Fassade wurde im spätbarocken Stil ausgeführt. Bei den Eröffnungsfeierlichkeiten am 24. September 1754 nahmen der Senat, hohe Beamte der Krone, der Primas und mehrere Bischöfe teil.
Die Internatsschule war für 60 Schüler ausgelegt. Deren Lehrer und auch sonstiges Personal lebten ebenfalls im Gebäude. Neben den Schlaf- und Unterrichtsräumen (die einen Chemiesaal beinhalteten) und Wohnungen gab es verschiedene Gemeinschaftsräume wie einen Erholungsraum, eine Bibliothek, ein Museum, ein Theater und eine Sporthalle. In Nebengebäuden befanden sich Lager, Ställe (mit Stellplätzen für 16 Pferde), Remisen, die Küche, eine Brauerei sowie eine Bäckerei (mit zwei Öfen).
Neben Konarski war der Priester Augustyn Orłowski (1731–1794) wegweisend für die Entwicklung der Schule. Er war ein Vertrauter des Gründers und leitete die Anstalt als Rektor von 1754 bis 1759 und von 1761 bis 1768. Unter Orłowski wurde die Bibliothek mit einem umfangreichen Buchbestand ausgestattet sowie das Chemielabor und der Sporthalle mit modernstem Gerät ausgerüstet. Auch schuf er einen außerhalb Warschaus gelegenen Sommerferienort, den er “Jolibord” taufte – eine Bezeichnung, aus der später der noch heute für den Warschauer Stadtbezirk genutzte Namen Żoliborz hervorgehen sollte.
Das Gebäude wurde von 1785 bis 1786 nach einem Entwurf von Stanisław Zawadzki dem Zeitgeschmack entsprechend umgestaltet. Es erhielt eine klassizistische Fassade. Das Aussehen der Schule ist in ihrer spätbarocken Ausstattung als Bordürendekoration auf dem 1762 entstandenen Stadtplan von Pierre Ricaud de Tirregaille und mit klassizistischer Fassade auf einem Aquarell von Zygmunt Vogel (siehe Bild oben rechts) festgehalten.
1807 wurde die Schule in der Miodowa geschlossen, da die napoleonische Armee in dem Gebäude kurzzeitig ein Lazarett einrichtete. Der Sitz des Collegium Nobilium wurde in die Sommerresidenz der Schule nach Żoliborz – in die damalige Jurydyka Szymanowska – verlegt, wo die Ausbildung unter eingeschränkten Bedingungen bis 1832 weitergeführt wurde. Nach dem gescheiterten Novemberaufstand wurde die Schule von den russischen Behörden endgültig geschlossen.

### Lehre
Die Ausbildung an der Schule dauerte acht Jahre, sie erfolgte in fünf Stufen, von denen drei über je zwei Jahre liefen. Nach deren Abschluss konnten die Schüler über weitere zwei Jahre Kenntnisse in Astronomie, Physik oder Biologie vertiefen. Als Vorbild diente das Nazarener-Kolleg in Rom und das Collège des Quatre Nations in Paris. Die Aufgabe der Schule lag nach Ansicht von Konarski in der Erziehung einer neuen Generation von Polen zur Neuerrichtung des polnischen Staates. Die zukünftige Elite sollte mit modernen Erkenntnissen der Aufklärung und der Wissenschaften vertraut gemacht werden. Auswendiglernen sollte durch auf Verständnis basierendes Lernen ersetzt werden. Eigens entwickelte Lehrbücher wurden verwendet.
Der Lehrplan war breiter aufgestellt als an anderen Schulen der Zeit. Dabei wurde weniger Wert auf das Lernen von Latein und Griechisch gelegt als vielmehr auf die Vermittlung von Kenntnissen der Naturwissenschaften, Mathematik, Philosophie und moderner Sprachen wie auch des Polnischen. Neben den Scholastikern wurden moderne Philosophen wie Francis Bacon, René Descartes, John Locke und Baruch de Spinoza in den Lehrplan aufgenommen. Daneben wurden auch Einführungen in die Fächer Geschichte, Jura und Wirtschaft gegeben. Neben der Erweiterung des Bildungshorizontes wurde ein Fokus auf eine klare und präzise Ausdrucksweise sowie einer Streitkultur nach dem Vorbild der antiken Prinzipien der Cicero-Rhetorik gelegt.
Die Schule legte weiterhin Wert auf die Anstellung gut ausgebildeten Lehrpersonals und deren Anwendung moderner Erziehungsmethoden. Als Ergebnis dieser Bemühungen sind über die wesentliche Beteiligung von Absolventen die spätere Einrichtung des  Vierjährigen Sejms und die Verabschiedung der Verfassung vom 3. Mai 1791 zu nennen. Die Erfahrungen am Collegium Nobilium leiteten entsprechende Reformen an anderen Schulen der Piaristen ein.
Die Jesuiten und auch die Krakauer Akademie lehnten zunächst die neuen Lehrmethoden am Collegium Nobilium zwar ab. So erhob der von Jesuiten beratene Czacki 1762 in seiner Schrift Skarga ubogiej szlachty na konwikty schwere Vorwürfe gegen die religiöse Erziehung in der Schule. Mittelfristig konnten sie sich der erfolgreichen Ausbildung am Collegium Nobilium jedoch nicht verschließen.
Ein wesentlicher Teil des Schulgebäudes war der Theatersaal, der als erster Raum der neuen Schule genutzt wurde. Dieses Theater diente weniger der Belustigung, sondern war ein wichtiges Element von Konarskis Reformplan. Hier wurde vor allem das Repertoire der französischen Klassik gezeigt und damit vermittelt. Konarski verfasste aber auch selbst Stücke, die hier aufgeführt worden – wie die „Tragedia Epaminondy“.

### Bekannte Professoren
- Onufry Kopczyński
- Michał Dymitr Krajewski
- Adam Stanisław Naruszewicz
- Antoni Wiśniewski
- Teodor Ostrowski
- Ignacy Zaborowski
- Edmund Andraszek
- Stefan Łuskina

### Bekannte Absolventen
- Tadeusz Reytan
- Ludwik Szymon Gutakowski
- Tadeusz Mostowski
- Stanisław Mycielski
- Ignacy Potocki
- Stanisław Kostka Potocki
- Tomasz Kajetan Węgierski
- Zenon Kazimierz Wysłouch

### Verwendung des Gebäudes im 19. Jahrhundert
Nach Aufgabe des napoleonischen Lazarettes wurde das Gebäude bis 1831 vor allem zu militärischen Zwecken genutzt. Unter anderem hatte hier ab 1820 die Applikationsschule der Artillerie und für Ingenieure (poln. Szkoła Aplikacyjna Artylerii i Inżynierów) ihren Sitz. Sie wurde am 1. Dezember 1820 von ihrem ersten Kommandanten, dem Oberst Jożef Sowiński, eröffnet. Vorher war die Anlage vom Architekten Wilhelm Heinrich Minter baulich an ihre neue Funktion angepasst worden. Bereits ab 1814 befand sich in einem Teil des Gebäudes auch der Sitz der neugegründeten Warschauer Wohltätigkeitsgesellschaft (poln. Warszawskie Towarzystwo Dobroczynności), die auf Initiative Zofia Czartoryska-Zamoyskas, der Eigentümerin des Blauen Palastes, entstanden war.
In den Jahren 1832 und 1833 kam es unter Antonio Corazzi, Henryk Marconi und Anicet Czacki (1794–1840) zu einer umfassenden Renovierung des Gebäudes. Nun zog die Oberste Rechnungskammer (poln. Najwyższa Izba Obrachunkowa), die hier bis 1845 ihren Sitz hatte, ein. Als nächster Nutzer bezogen in den 1840er Jahren das Appellationsgericht, das Grundbuchamt, weitere Gerichte und verschiedene Notariate das Objekt.
Nachdem ein Teil der Behörden (Grundbuchamt und andere) im Jahr 1876 in den Pac-Palast und weitere (Appellationsgericht) später in den Badeni-Palast verlegt worden waren, wurden im ehemaligen Collegium Nobilium Büros des Warschauer Generalgouverneurs eingerichtet. Diese verblieben hier bis zum Abzug der russischen Truppen im Jahr 1915. Ab dann bis zum Kriegsausbruch 1939 befanden sich im Haus Büros verschiedener anderer Institutionen und Firmen.

### Zweiter Weltkrieg und Nachkriegszeit
Im Zweiten Weltkrieg brannte das Gebäude mehrfach. Besonders während der hier heftig geführten Kämpfe des Warschauer Aufstandes wurde es stark in Mitleidenschaft gezogen. Mit Ausnahme des Mittelrisalits war es zu Kriegsende zerstört.
Von 1945 bis 1955 wurde es unter Leitung der Architekten Wojciech Onitzch, Marian Sulikowski und Andrzej Uniejewski wiederaufgebaut. Das Objekt wurde der nach dem Schauspieler Aleksander Zelwerowicz benannte Staatlichen Theaterhochschule (poln. Panstwowa Wyższa Szkoła Teatralna) zur Nutzung übergeben. Die Hochschule befindet sich noch heute hier.